# Concord Challenger
Il Concord Challenger è stato un torneo professionistico di tennis giocato su campi in cemento. Faceva parte dell'ATP Challenger Series. L'unica edizione si è disputata a Concord negli Stati Uniti.

## Albo d'oro

### Singolare
| Anno | Campione        | Finalista          | Punteggio     |
| ---- | --------------- | ------------------ | ------------- |
| 1979 | Erik Van Dillen | Howard Schoenfield | 6–7, 6–2, 6–3 |

### Doppio
| Anno | Campioni                   | Finalisti                      | Punteggio   |
| ---- | -------------------------- | ------------------------------ | ----------- |
| 1979 | Sashi Menon Robert Trogolo | John Chris Lewis Bruce Nichols | 7–6(3), 6–4 |